# Antonello de Messine
 (octobre 2022).
Antonello de Messine, peintre italien de la Renaissance, est né vers 1430 à Messine en Sicile où il meurt en février 1479.
Il est le principal peintre sicilien du XVe siècle, d'abord dans un difficile équilibre de la fusion de la lumière, de l'atmosphère et du souci du détail de la peinture flamande avec la monumentalité et la spatialité rationnelle de l'école italienne. Ses portraits sont réputés pour leur vitalité et leur profondeur psychologique.
Au cours de sa carrière, il démontre une capacité constante à intégrer les multiples stimuli artistiques des villes qu'il visite, offrant à chaque fois d'importantes contributions indépendantes, qui souvent vont enrichir les écoles locales. Notamment à Venise, il révolutionne la peinture locale, permettant à ses réalisations d'être admirées et ensuite reprises  par les grands maîtres de la lagune. Il est le précurseur de cette douce et humaine « peinture tonale » qui caractérise la Renaissance vénitienne.

## Biographie

### Formation et premières années

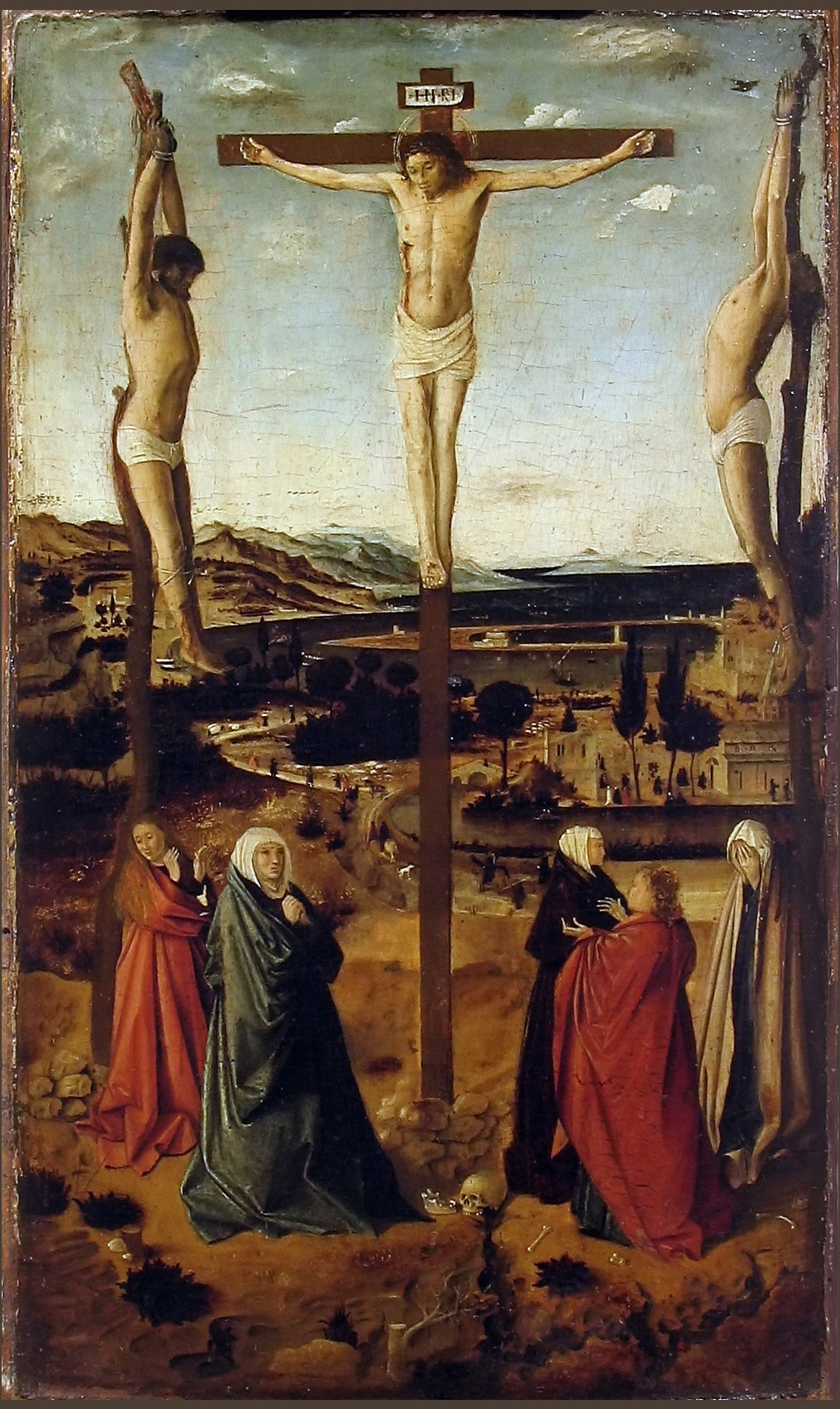
Crucifixion de Sibiu, 1455, musée national de Brukenthal.

Il nait vers 1430 à Messine, fils de Giovanni de Antonio, magister mazonus (« maitre maçon ») et de Garita (Margherita). Son premier apprentissage a probablement lieu entre Messine et Palerme, même si des études récentes montrent la présence quasi certaine du peintre à Alcamo. Selon la réorganisation de certains actes notariés du XVe siècle, il semble qu'Antonello de Messine, à l'âge de 15 ans, accepte un contrat avec le maître tanneur Guglielmo Adragna d'Alcamo. Le contrat conclu avec le notaire Ruggero Galanduccio est daté du 2 septembre 1438 : le jeune « Antonellus de Missana » s'engage à travailler pendant trois ans et à apprendre l'art du pellizzaro. La présence dans le quartier de Trapani de plusieurs peintres de Messine qui ont travaillé à cette époque est connue, comme celle de Giovanni da Messina qui en 1411 a peint une icône pour le notaire Giovanni de Jordanoi, et d'œuvres réalisées par un certain Pietro da Messine. De plus, toujours à travers un acte notarié du 6 mai 1438, dans un testament du notaire Salvatore di Noto, il est fait mention de l'exécution d'un tableau dans une église de Mazara par un Antonello da Messina, non plus en pellizzaro mais en tant que peintre.
Une lettre de l'humaniste napolitain Pietro Summonte au gentilhomme vénitien Marcantonio Michiel présente Antonello comme un élève du peintre Antonio Colantonio, établi à Naples : « Celui-ci [Colantonio] n’arriva pas, faute de temps, à la perfection du dessin des choses antiques, comme y arriva son disciple Antonello de Messine » (Costui [Colantonio] non arrivò, per colpa delli tempi, alla perfezione del disegno delle cose antique, sì come ci arrivò lo suo discepolo Antonello da Messina). Cet apprentissage se situe probablement entre 1445 et 1455. Naples est alors un point de convergence artistique (et parfois politique) des grands maîtres flamands et catalans, l'influence flamande étant particulièrement sensible dans l'atelier de Colantonio. Les artistes étrangers travaillent d'abord à la cour angevine et, à partir de 1442, à la cour aragonaise. Les dix petits tableaux avec des Bénédictions franciscaines réalisés pour le retable peint par Colantonio pour la basilique San Lorenzo Maggiore sont attribués à Antonello.
Antonello restera très attaché aux peintures flamandes, en particulier celles de Bruges et de Bruxelles, desquelles il a emprunté la technique de la peinture à l'huile et le souci du détail.

### Premières commandes

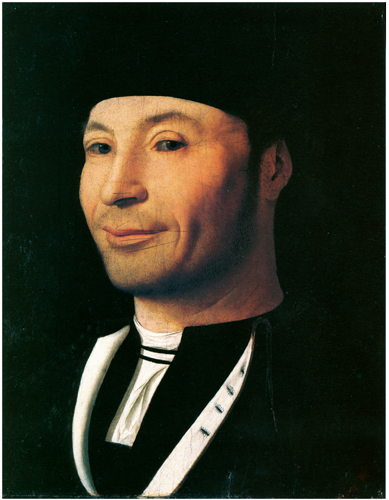
Portrait d'un marin inconnu, musée Mandralisca, Cefalù.

Sa première commande, en tant que maître autonome, remonte à 1457 : c'est une bannière pour la confrérie de San Michele dei Gerbini de Reggio de Calabre, imitant celle exécutée pour la confrérie de San Michele à Messine. Les deux œuvres sont perdues. À cette date, on sait que l'artiste est déjà marié à Giovanna Cuminella (veuve avec une fille, Caterinella) et probablement déjà le père de Jacobello.
En 1460, son père loue un brigantin à Amantea, une ville calabraise, pour ramener Antonello et sa famille, ses serviteurs et son ménage. Peut-être que l'artiste revient, soit d'une période de travail en Calabre, soit d'un long voyage. La Vierge de l’Annonciation du Museo Civico de Côme, la Madone Forti (Venise, collection particulière) et la Madone Salting (Londres, National Gallery) sont les premières œuvres communément attribuées au jeune Antonello. Dès ses premières œuvres, il affirme une personnalité suffisamment forte pour assimiler avec profit les apports extérieurs les plus variés. Relativement peu marqué par la tradition locale, il fera toujours preuve en fait de la plus grande originalité. La peinture flamande, en particulier celle de Jan van Eyck et celle de Petrus Christus, a une forte influence sur lui, notamment sur sa pratique du portrait, dont il est le plus grand représentant en Italie de son vivant : l'iconographie et le style flamands sont combinés avec une plus grande attention à la construction volumétrique des figures, dérivée de Piero della Francesca, médiatisée peut-être par le travail d'Enguerrand Quarton. Après 1460, il exécute les deux petits tableaux conservés à Reggio de Calabre, la Visite des trois anges à Abraham et Saint Jérôme pénitent dans le désert, exposés à la Galerie d'Art civique de la ville. Entre 1456 et 1473, il travaille surtout à Messine qu'il quitte pour des raisons inconnues.
En 1461, son jeune frère Giordano entre dans son atelier en tant qu'apprenti, stipulant avec lui un contrat de trois ans. La même année, Antonello peint une Vierge à l'Enfant, perdue, pour le noble de Messine Giovanni Mirulla.
Entre 1465 et 1470 environ, il peint le Portrait d'un marin inconnu, aujourd'hui au Musée Mandralisca de Cefalù. Dans les portraits, Antonello adopte la position typiquement flamande des trois quarts, contrairement aux Italiens qui utilisent la pose de la médaille de profil, ce qui permet une analyse physique et psychologique plus détaillée. Comparé aux Flamands, il porte moins d'attention aux détails et davantage à la caractérisation psychologique et humaine du portrait. Le schéma de composition de ce portrait est confirmé dans les portraits suivants : le personnage est inséré dans un fond sombre avec le buste coupé sous les épaules, la tête tournée vers la droite tandis que les yeux regardent directement le spectateur, cherchant un contact mental avec lui ; la lumière illumine le côté droit du visage tandis que le côté gauche est dans l'ombre. Dans les portraits suivants, il place toujours un parapet en marbre au fond avec un cartouche portant la signature et la date, élément typiquement flamand.
Les références d'Antonello à des artistes tels que Petrus Christus, Hans Memling et Jean Fouquet sont indéniables. Concernant le premier, certains ont retrouvé des traces d'une éventuelle connaissance directe des deux, notant leurs noms présumés parmi les salariés d'un même combat. Antonello est l'un des premiers artistes italiens à utiliser la technique de l'huile, qui permet d'étaler la couleur en couches transparentes successives, obtenant ainsi des effets de précision, de douceur et d'éclat impossibles à la tempera.
De retour en Sicile, il crée le polyptyque de saint Grégoire (documenté en 1473).

### Venise

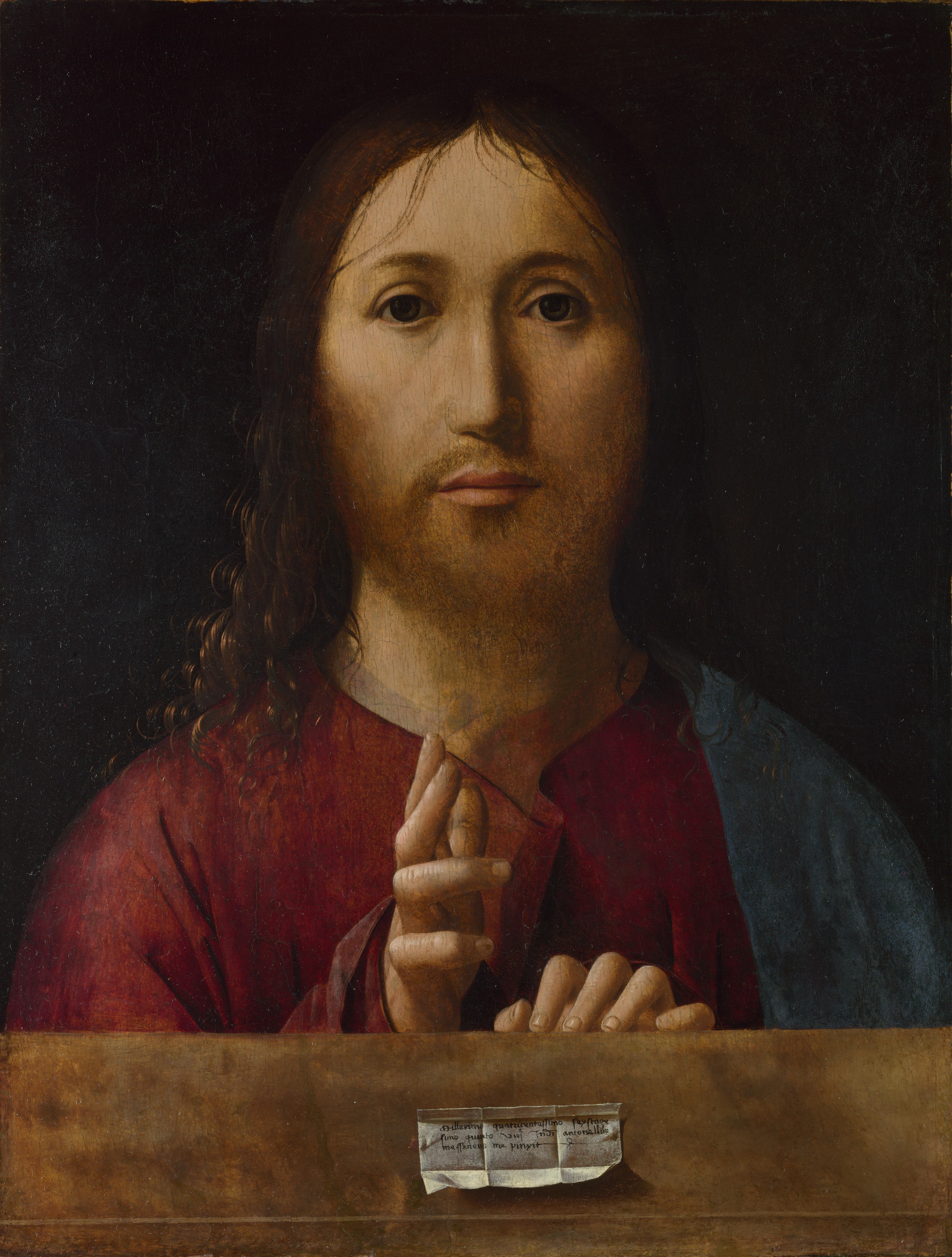
Salvàtor mundi, National Gallery.

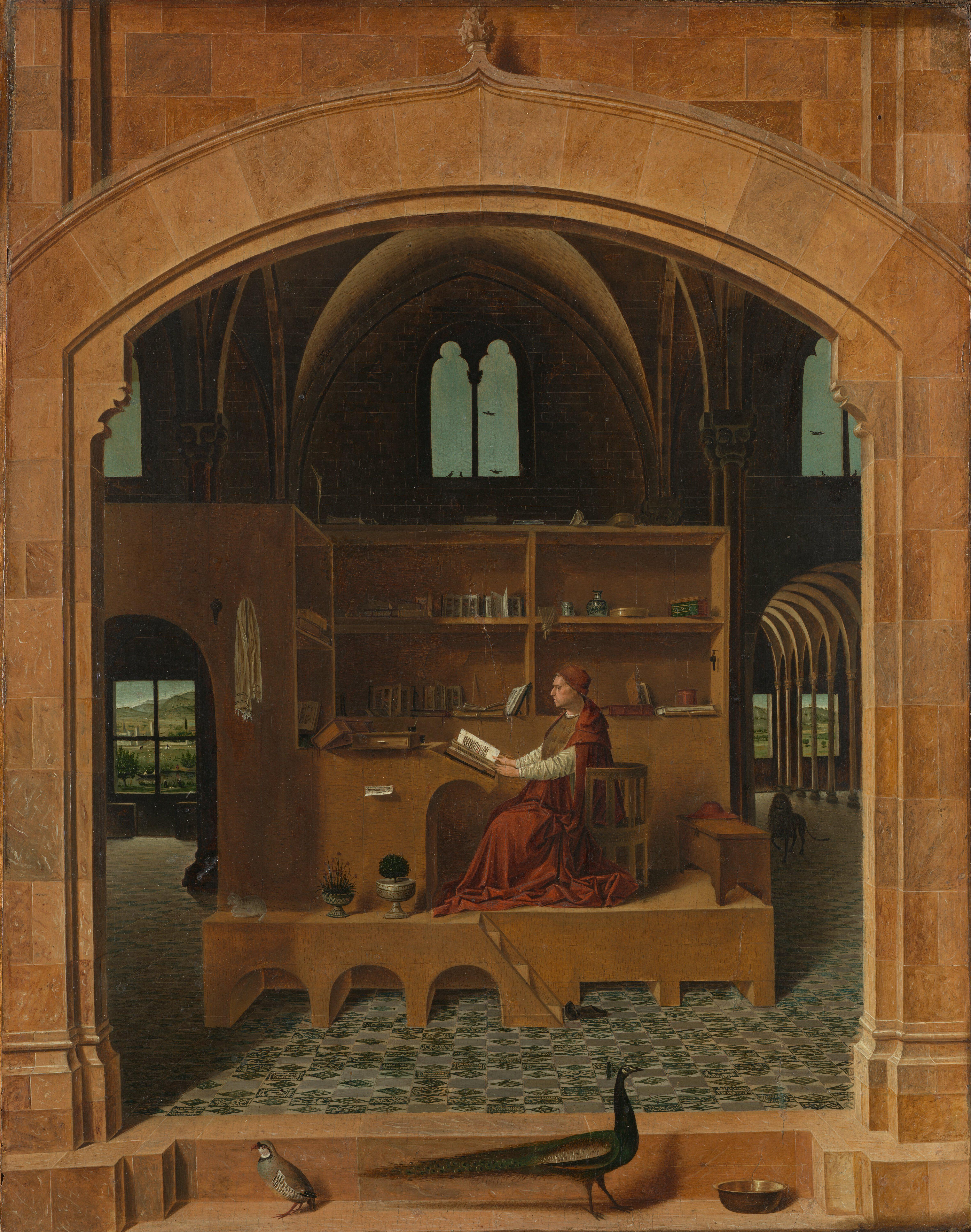
Saint Jérôme dans son cabinet de travail, National Gallery.

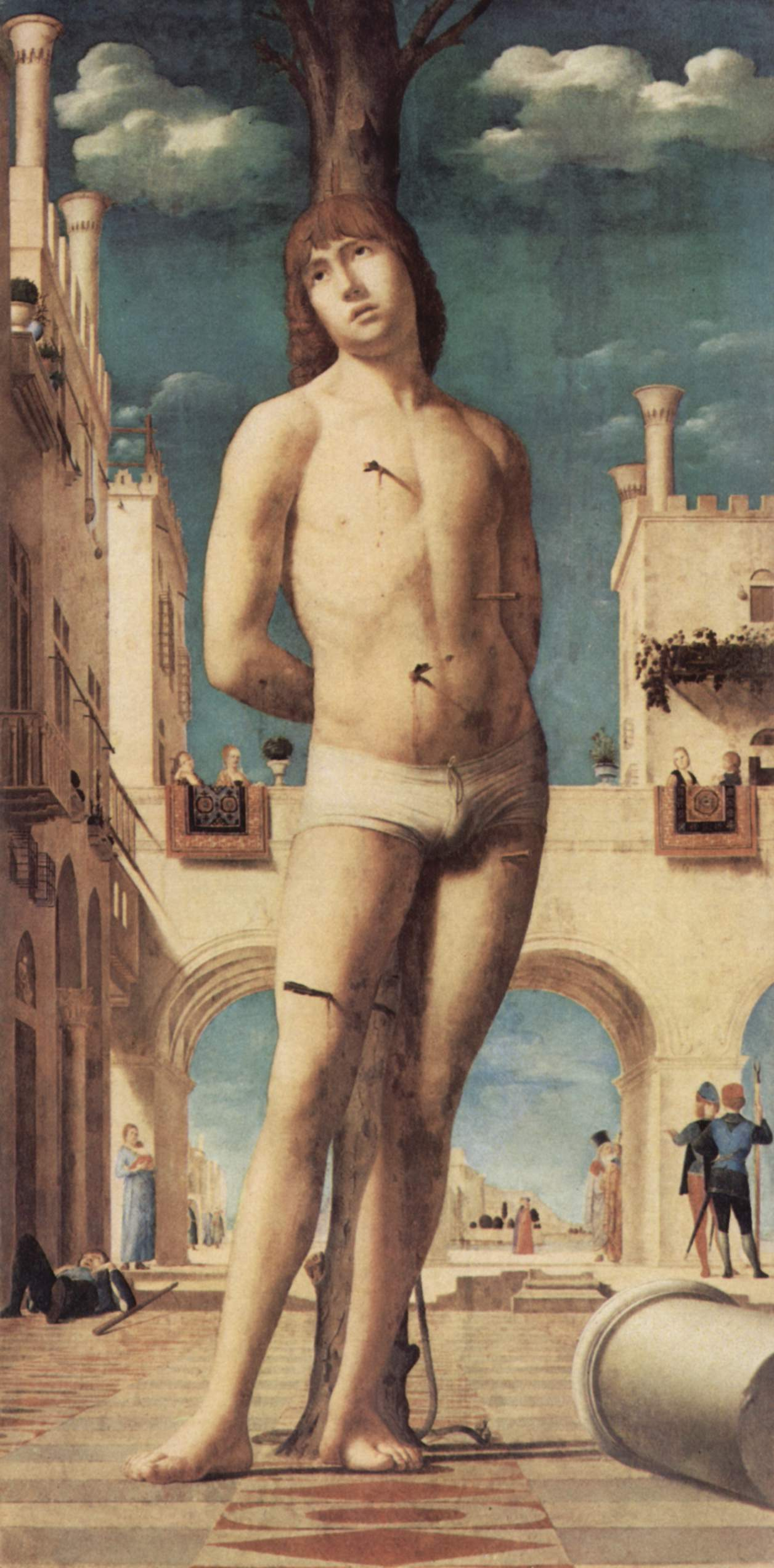
Saint Sébastien, Gemäldegalerie Alte Meister, Dresde.

Entre 1474 et 1476, Antonello se rend à Venise après avoir traversé toute l'Italie, passant par Rome, la Toscane et les Marches, entrant certainement en contact avec les œuvres de Piero della Francesca, dont il emprunte la monumentalité solide et la capacité d'organiser l'espace selon les règles géométriques de perspective linéaire.
Ce séjour, lors duquel il découvre la peinture de Giovanni Bellini, est considéré comme le sommet de sa carrière et revêt une grande importance pour l'histoire de la peinture vénitienne car il transporte avec lui la technique de l'huile, technique flamande que les Italiens connaissent mal. Il y peint notamment le Retable de San Cassiano, aujourd'hui fragmentaire, considéré comme le prototype de la conversation sacrée à la vénitienne.
Le Salvàtor mundi y est sa première œuvre signée et datée : Mille simo quatricentessimo sexstage / simo quinto viije Indi Antonellus / Messaneus me pinxit . L'iconographie de cette œuvre est reprise par les Flamands et en particulier par Petrus Christus. Dans le premier projet, la robe du Christ avait avec un col plus haut et la main de bénédiction parallèle à la surface. Antonello retravaille ensuite la composition, abaissant le pli du décolleté et déplaçant la main de bénédiction vers l'avant afin d'accentuer les valeurs spatiales de la composition.
À Venise, Antonello se montre original avec le Saint Jérôme dans son cabinet de travail (1475, Londres, National Gallery). La scène, encadrée dans un portail, est construite de manière que les rayons lumineux coïncident avec ceux de la perspective qui a pour centre le buste et les mains du saint, représenté au travail dans son bureau, encombré de livres et d'objets, reproduits méticuleusement. En plus des livres et des symboles (comme le paon au premier plan), il y a aussi une recherche sur la construction de l'espace, éclairé par différentes sources de lumière selon l'exemple flamand. Dans la pénombre, le lion s'approche de quelques arcades. Antonello excelle également dans la réalisation du parquet, qui rappelle beaucoup celui de la Vierge du chancelier Nicolas Rolin de Jan van Eyck. Il a assimilé à la fois les principes de la perspective florentine et la minutie et le sens du détail flamands. La pureté et la luminosité de son œuvre, ainsi que la fermeté de dessin lui valent un prestige considérable.
L' Ecce Homo du Collège Alberoni de Piacenza date de 1473 et est signé et daté : 1473 Antonellus Messaneus me pinxit. Il appartient à la série de tableaux du même nom.
L'Annonciation du musée Bellomo de Syracuse, où l'espace adopte la perspective (avec la présence du point principal de l'ange à gauche) et où la construction modulaire du cadre est basée sur la distance entre le centre des minces colonnes et sur la pente subtile de la lumière vers le fond de la première pièce, date de 1474.
La Crucifixion de la National Gallery de Londres est signée et datée : 1475 / Antonellus Messaneus / me pinxit, La composition est construite en suivant la règle du nombre d'or ; les eaux du lac agissent comme une ligne de marquage, isolant la figure du Christ du cercle formé par la Vierge et saint Jean. Datent de la même période : le Portrait d'homme à la National Gallery de Londres, la Pietà du Museo Correr, le Portrait d'homme, dit Condottiere, du Louvre, signé et daté : 1475 / Antonellus Messaneus me pinxit, et le Portrait d'homme de la galerie Borghèse.
Le Condottiere (1474-1476, Paris, musée du Louvre) reste le portrait le plus énergique et le plus volontaire, montrant toute la détermination du portraituré. L'équilibre, l'ampleur, la rigueur et la plénitude sont servis par des chromatismes qui devancent les trouvailles d'un Giorgione. D'autres portraits d'Antonello, célèbres pour leur forte caractérisation psychologique, sont celui dit du marin, conservé à Cefalù (au Museo Mandralisca), et le portrait Trivulzio, au palais Madame de Turin, où l'ironie et la malice de l'expression des portraiturés donne vie aux modèles.
Entre 1475 et 1476, il exécute le Retable de San Cassiano, aujourd'hui mutilé et conservé à Vienne : seuls la Vierge sur le trône élevé et quatre demi-saints restent de cette œuvre. Le peintre est revenu au schéma de composition de la Conversation sacrée de Giovanni Bellini pour la basilique des saints Jean et Paul, aujourd'hui perdue, mais avec une disposition plus lointaine et solennelle, qui donne plus de souffle à la composition. Mais ce sont surtout les effets atmosphériques créés par la lumière qui unifient l'œuvre et rendent les figures proposées plus naturelles.
Le Saint Sébastien de Dresde, partie centrale d'un triptyque démembré (triptyque de San Giuliano), date de 1478, ou de '75-76. L'axe du tableau est donné par la figure monumentale du saint, accentuée par le point de vue abaissé, légèrement tournée vers la droite. L'influence de Piero della Francesca est évidente dans la disposition mathématique des éléments et dans le sol raccourci en perspective qui conduit l'œil vers le carré final. En même temps, Antonello refuse la décomposition géométrique du corps du saint, adoucissant les contours. Il insère également la scène dans un paysage contemporain, peuplé de minuscules personnages.

### Retour en Sicile

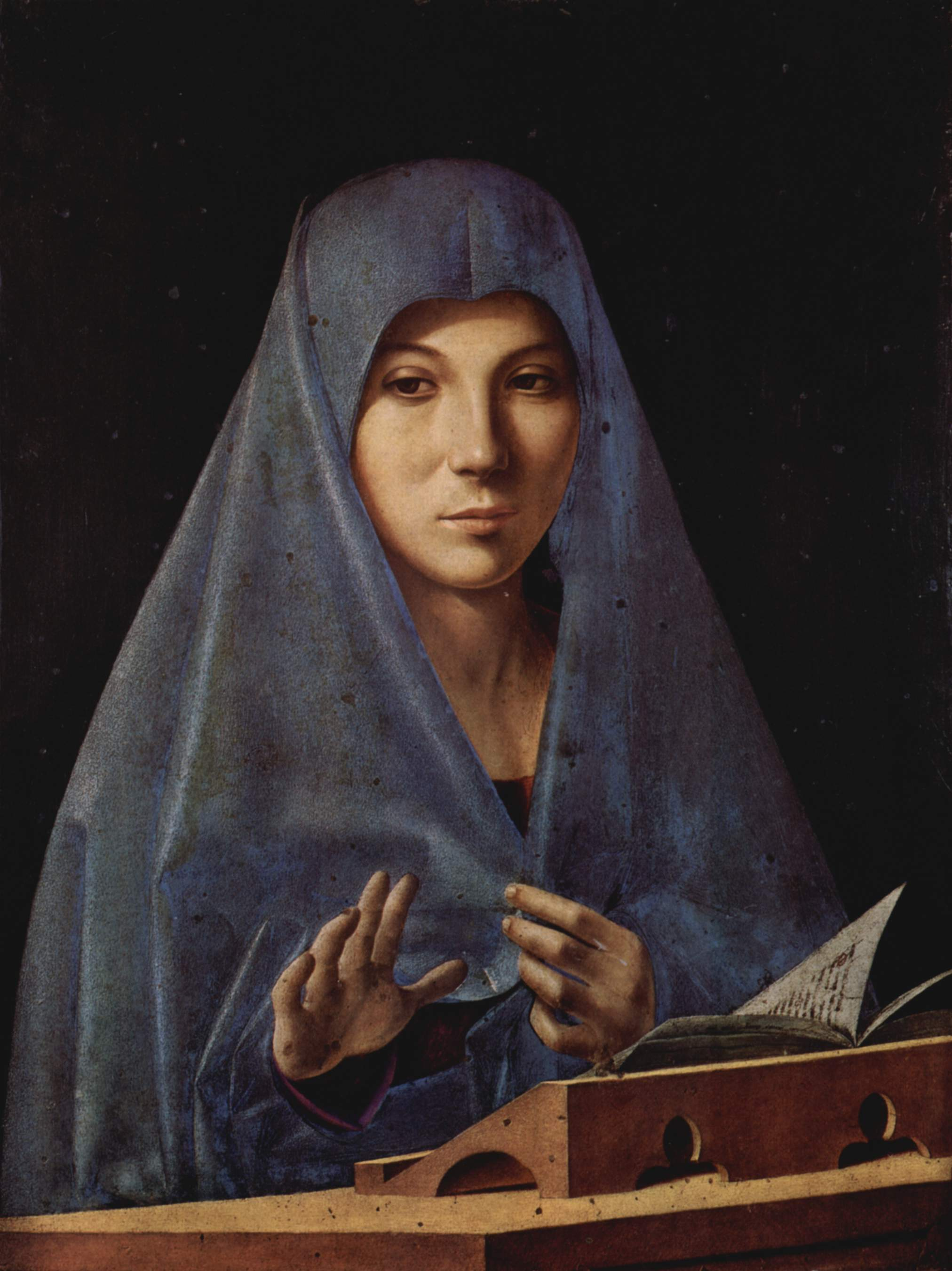
Vierge de l'Annonciation, Galleria Regionale della Sicilia, Palerme

Après son retour en Sicile, il réalise en 1475 la Vierge de l'Annonciation (palais Abatellis, Palerme). La sobriété et la modernité de la composition en font une œuvre majeure de la Renaissance italienne, toute en retenue et en sobriété : Marie, « distraite » de sa lecture, est représentée au moment où l'interlocuteur (l'ange? le spectateur?) est devant elle ; sa main droite semble vouloir le retenir ; l'ovale parfait du visage de la Vierge émerge de la géométrie essentielle du manteau ; un axe - peut-être désinvolte - de la composition est donné par le pli du manteau sur le front jusqu'au coin du lutrin ; au contraire, le léger retournement du visage et le geste de la main lui donnent du naturel. L'absoluité formelle, le regard magnétique et la main suspendue dans une dimension abstraite (à laquelle, cependant, une mauvaise restauration au XIXe siècle a contribué en supprimant une partie des ombres qui l'ont façonné) en font un chef-d'œuvre absolu.
Le Portrait d'un homme, appelé Portrait Trivulzio, du palais Madame de Turin, est signé et daté de 1475, dans lequel le teint correspond parfaitement à la couleur rouge de la robe. Ce portrait a également impressionné Galeazzo Maria Sforza qui a invité Antonello à plusieurs reprises dans la capitale lombarde sans succès.
Entre 1476 et 1478, il peint la Pietà du musée du Prado, insérée dans un paysage avec des crânes et des troncs secs qui symbolisent la mort, tandis qu'en arrière-plan la ville et le vert de la nature symbolisent la Résurrection. L'iconographie, dans laquelle le Christ mort est soutenu par l'ange, est d'origine nordique, mais est déjà présente dans les œuvres de Carlo Crivelli ; le corps du Christ a un rendu naturaliste, tant dans le côté saignant que dans le visage souffrant auquel la beauté idéalisée du visage de l'ange agit comme un contrepoint. Le visage du Christ a probablement été tiré du petit tableau du Christ à la colonne (vers 1476), qui est maintenant visible au musée du Louvre.

### Mort
Antonello meurt à Messine en 1479. Dans son testament, le 14 février, il laisse la demande d'être enterré dans un habit monastique. Il partage son héritage à parts égales entre sa femme et ses enfants. Le 25 février 1479, il est déjà déclaré mort. Son fils, Jacobello, reprend son atelier et honore ses contrats.
À Naples et en Sicile, des artistes locaux, tels que Marco di Costanzo, se limitent à reproduire ses schémas iconographiques. Á Venise sa synthèse de forme et de « liant » lumineux est développée par des artistes tels que Giovanni Bellini, Vittore Carpaccio, Cima da Conegliano et Alvise Vivarini.

## Œuvres

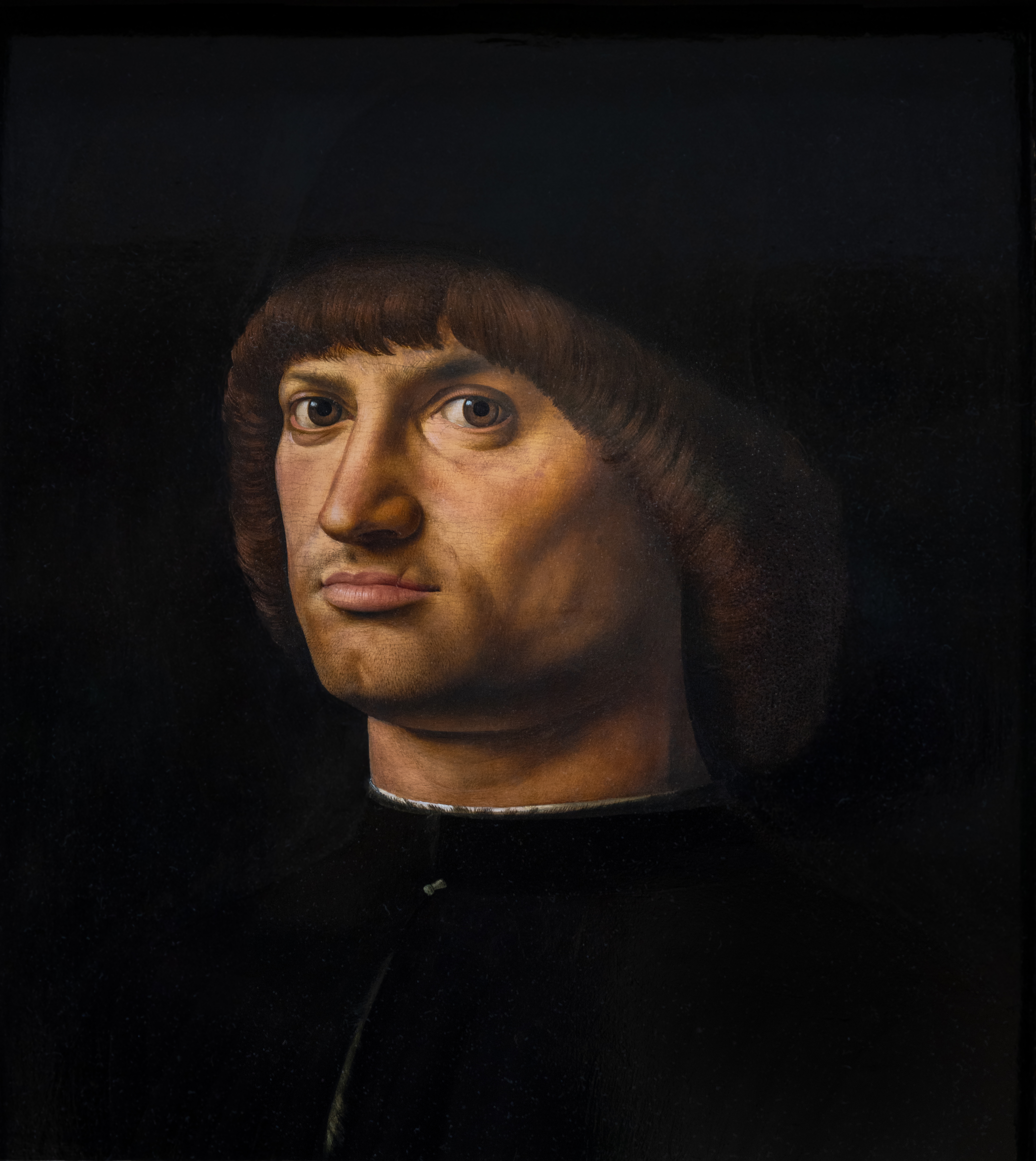
Le Condottière (1474-1476), musée du Louvre, Paris.

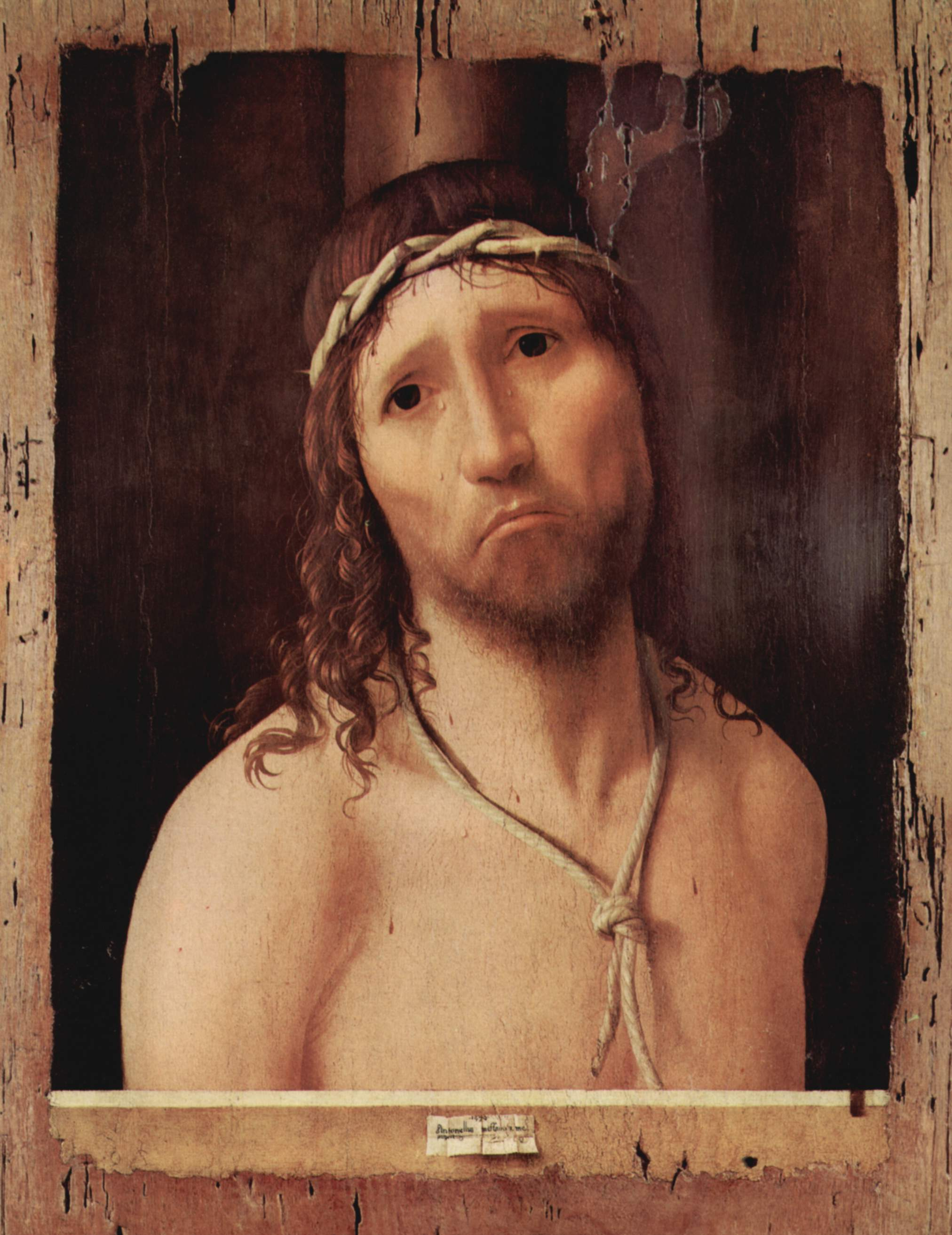
Ecce Homo (1475 ca), Plaisance, Galleria di Collegio Alberoni.

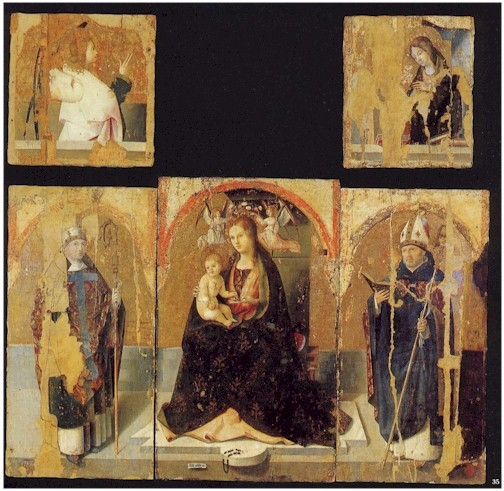
Polyptyque de saint Grégoire, Messine, Museo Regionale.

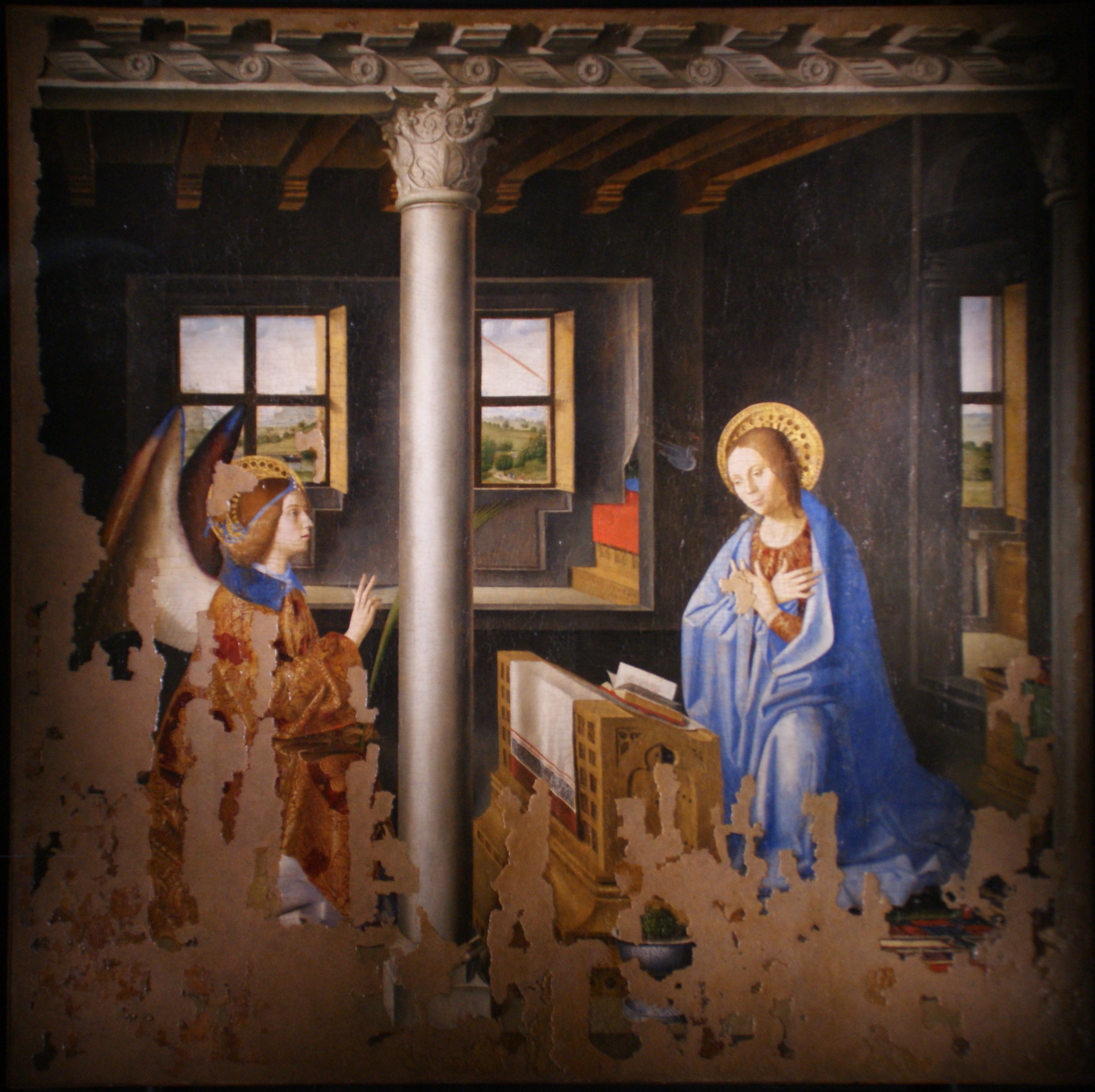
Annonciation (1474-1475 ca), Syracuse, Galleria regionale di Palazzo Bellomo.

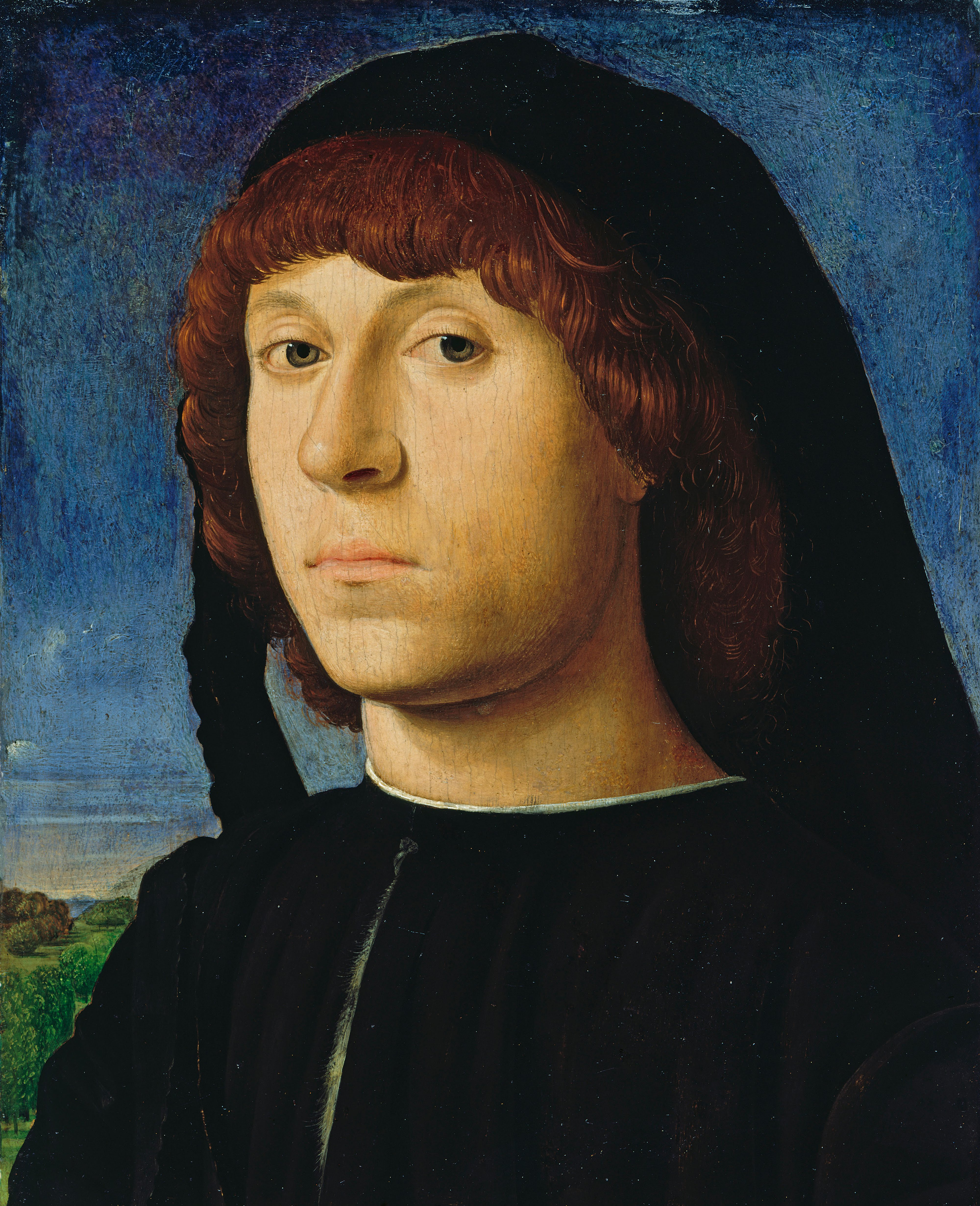
Portrait de jeune homme (1478), Berlin, Gemäldegalerie.

Chronologie probable (dates incertaines) :

### Avant 1470
- Vierge de l'Annonciation (1452 ca), huile sur tableau, 57 cm × 39 cm, Côme, Pinacoteca Civica.
- Vierge lisant (1460-1462 ca), tempera et huile sur tableau, 38,7 cm × 26 cm, Venise, collection Mino Forti.
- Vierge lisant (1461 ca), huile sur tableau, 43 cm × 34,5 cm, Baltimore, Walters Art Museum.
- Saint Jérôme pénitent (1460-1465 ca), technique mixte sur noyer, 40,2 cm × 30,2 cm, Reggio de Calabre, Museo Nazionale della Magna Grecia.
- La Visite des trois anges à Abraham (1460-1465 ca), technique mixte sur noyer, 21,4 cm × 29,3 cm, Reggio de Calabre, Museo Nazionale della Magna Grecia.
- La Crucifixion (1463-1465 ca), tempera sur bois (fruitier, peut-être pêcher), 39,4 cm × 23,1 cm, Sibiu, Bruckenthal Museum, Roumanie.
- Christ de pitié (recto) ; La Vierge et l'Enfant bénissant avec un franciscain en adoration (verso), (1465-1470 ca), tempera grasse sur bois, 15 cm × 10,7 cm, Messine, Museo Regionale.
- Portrait d'homme (1465-1470 ca), tempera grasse sur noyer, 27 cm × 20 cm, Pavie, musées civiques.

### Années 1470-1475
- Ecce Homo (recto) ; Saint Jérôme ermite (verso) (1470 ca), tempera grasse sur bois, 19,5 × 14,3 cm, New York, collection privée.
- Ecce Homo (1470 ca), huile sur peuplier (?), 40 cm × 33 cm, Gênes, Galleria Nazionale di Palazzo Spinola.
- La Vierge à l'Enfant (Vierge Salting) (1470 ca), huile sur bois, 43 cm × 34,5 cm, Londres, National Gallery.
- Portrait d'un marin inconnu (1470-1472 ca), huile sur noyer, 30 cm × 25 cm, Cefalù, Museo della Fondazione Mandralisca.
- Portrait de jeune homme (1472-1473 ca), huile sur bois, 27 cm × 20 cm, New-York, Metropolitan Museum of Art.
- Saint Augustin (1472-1473 ca), tempera grasse sur bois transférée sur toile, 46,5 cm × 35,5 cm, Palerme, Galleria Regionale della Sicilia di Palazzo Abatellis.
- Saint Jérôme (1472-1473 ca), tempera grasse sur bois transférée sur toile, 39 cm × 31 cm, Palerme, Galleria Regionale della Sicilia di Palazzo Abatellis.
- Saint-Grégoire le Grand (1472-1473 ca), tempera grasse sur bois transférée sur toile, 46,5 cm × 35,5 cm, Palerme, Galleria Regionale della Sicilia di Palazzo Abatellis.
- La Vierge à l'Enfant et deux anges portant une couronne (1472-1475 ca), huile sur peuplier, 114,8 cm × 54,5 cm, Florence, Galerie des Offices.
- Saint Jean l'évangéliste (1472-1475 ca), huile sur peuplier, 114,3 cm × 38,5 cm, Florence, Galerie des Offices.
- Saint-Benoît (1472-1475 ca), huile sur peuplier, 105 cm × 43,5 cm, Milan, Castello Sforzesco, Civiche Raccolte d'Arte.
- La Crucifixion avec la Vierge de douleur et saint Jean (1473 ca), tempera et huile (?) sur bois, 41,9 cm × 25,4 cm, Londres, National Gallery.
- Polyptyque de saint Grégoire (1473 ca), tempera grasse sur bois, probablement de cerisier, Messine, Musée régional.
- Portrait de jeune homme (1473-1474 ca), huile sur peuplier, 35,5 cm × 25,5 cm, Londres, National Gallery.
- Portrait de jeune homme (1474 ca), huile sur noyer, 31,5 cm × 26,7 cm, Philadelphie, Philadelphia Museum of Art.
- Ecce Homo (1474, huile sur bois, 36,7 cm × 28,8 cm, autrefois au château de Radoszewnica, collection Ostrowski.
- Portrait de jeune homme (1474 ca), huile sur peuplier, 32 cm × 26 cm, Berlin, Staatliche Museen, Gemäldegalerie.
- Portrait d'homme (1474 ca), huile sur bois, 31,5 cm × 26 cm, Vienne, collection Schwarzenberg.
- Annonciation (1474-1475 ca), huile sur panneau de noyer, 180 cm × 180 cm, Syracuse, Galleria Regionale di Palazzo Bellomo.
- Saint Jérôme dans son cabinet de travail (1474-1475 ca), huile sur tilleul, 45,7 cm × 36,2 cm, Londres, National Gallery.

### Après 1475
- Ecce Homo (1475 ca), tempera et huile sur panneau de peuplier, 42,5 cm × 30,5 cm, New-York, Metropolitan Museum of Art.
- Le Calvaire (1475 ca), huile sur bois, 52,5 cm × 42,5 cm, Anvers, Koninklijk Museum voor Schone Kunsten[4].
- Christ bénissant (1475 ca), huile sur bois, 38,7 cm × 29,8 cm, Londres, National Gallery.
- Ecce Homo (1475 ca), huile sur bois, peut-être de chêne, 43 cm × 32,4 cm, Plaisance, Galleria di Collegio Alberoni.
- Le Condottière (1475 ca), huile sur peuplier, 36,4 cm × 30 cm, Paris, musée du Louvre.
- Portrait d'homme (Michele Vianello?) (1475-1476, tempera et huile sur bois, 31 cm × 25,2 cm, Rome, Galerie Borghèse.
- Portrait de jeune homme (1475-1476 ca), huile sur bois collé sur panneau de contreplaqué, 27,5 cm × 21 cm, Madrid, musée Thyssen-Bornemisza.
- La Vierge à l'Enfant en trône, entre les saints Nicolas de Bari, Lucie, Ursule et Dominique, (Retable de San Cassiano) (1475-1476 ca), huile sur bois, 115 cm × 65 (panneau central), 55,9 cm × 35 cm (panneau latéral gauche), 56,8 cm × 35,6 cm (panneau latéral droit), Vienne, Kunsthistorisches Museum.
- La Vierge de l'Annonciation (1475-1476), huile sur tilleul, 42,5 cm × 32,8 cm, Munich, Alte Pinakothek.

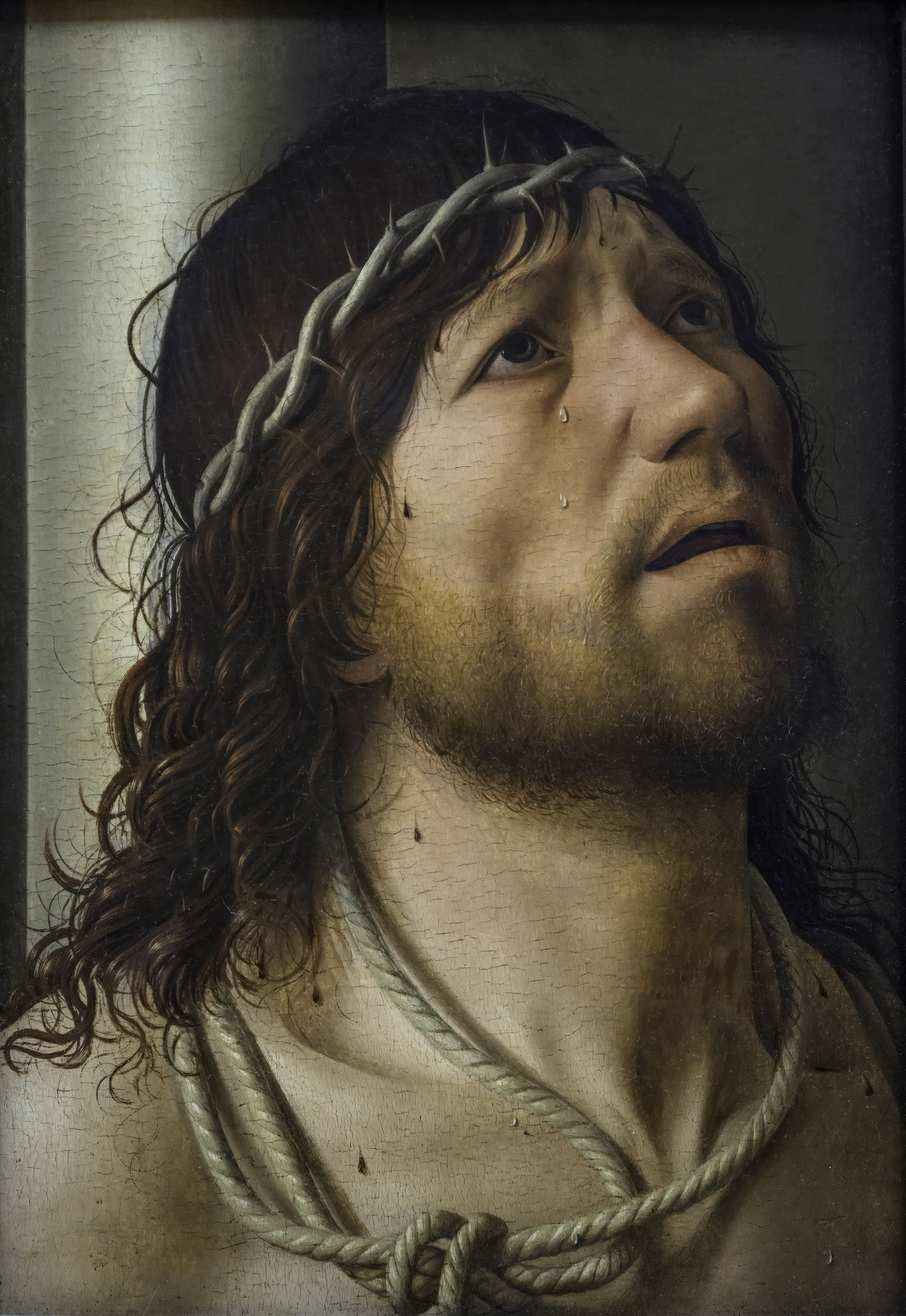
Le Christ à la colonne, 1477 - Le Louvre

- Le Christ à la colonne, 1477 - Le LouvreLe Christ mort soutenu par trois anges (1475-1476 ca), huile sur peuplier, 115 cm × 85,5 cm, Venise, Museo Correr.
- Le Christ mort soutenu par un ange (1475-1478 ca), techniques mixtes sur panneau de peuplier noir, 74 cm × 51 cm, Madrid, musée du Prado[5].
- Le Christ à la colonne (1475-1479), huile sur bois, 29,8 cm × 21 cm, Paris, musée du Louvre[6].
- La Vierge de l'Annonciation (1476 ca), tempera et huile sur bois, 45 cm × 34,5 cm, Palerme, palais Abatellis.
- Portrait d'homme (1476), huile sur peuplier, 37,4 cm × 29,5 cm, Turin, Museo Civico di Arte Antica.
- Saint Sébastien (1476-1477), huile sur bois transférée sur toile, 171 cm × 85 cm, Dresde, Staatliche Kunstsammlungen.
- Vierge à l'Enfant (Vierge Benson) (1477-1479 ca), tempera et huile sur bois, transféré sur panneau de contreplaqué, 58,9 cm × 43,7 cm, Washington, National Gallery of Art.
- Portrait de jeune homme (1478 ca), huile sur noyer, 20,4 cm × 14,5 cm, Berlin, Staatliche Museen, Gemäldegalerie.
- Dix femmes drapées sur une place (1478 ca), pinceau et encre brune, traits au stylet sur papier, 21,2 cm × 19,1 cm, Paris, musée du Louvre, département des Arts graphiques.

## Antonello et l'influence flamande

### La légende d'Antonello par Vasari
Une légende encore tenace, quoique démentie depuis longtemps, attribue à Antonello la paternité de l'usage de la peinture à l'huile en Italie. Celle-ci trouve sa source au XVIe siècle dans Le Vite de Giorgio Vasari. Le biographe raconte qu'Antonello serait un jour tombé en extase devant un tableau de Jan van Eyck de la collection du roi Alphonse à Naples. Toutes affaires cessantes, il serait parti pour Bruges rencontrer le maître, duquel il aurait obtenu, en gagnant son amitié et sa confiance, le secret de la peinture à l'huile. Il ne serait retourné à Messine, puis à Venise, qu'après la mort de celui-ci, « pour doter l'Italie de son précieux secret », qu'il aurait alors transmis à Maestro Domenico.
Le caractère purement romanesque de cette anecdote ne fait aujourd'hui aucun doute, mais, de même que la légende de l'invention de la peinture à l'huile par Jan van Eyck, racontée par Vasari dans cette même « Vie d'Antonello de Messine », elle n'en a pas moins été largement relayée au fil des siècles.

### Influences flamandes
L'influence de la peinture flamande sur Antonello de Messine est indéniable. Celle-ci était admirée par les rois de Naples, du roi René à Alphonse d'Aragon, qui possédait la plus importante collection d'œuvres de Jan van Eyck et de Roger van der Weyden, à une époque où Naples était un grand centre politique et culturel.
Antonello n'apporte certes pas la technique à l'huile, déjà connue des Italiens, mais il familiarise ses concitoyens à certains de ses effets exploités par les maîtres flamands, notamment la transparence des couleurs. De plus, il est un des premiers peintres italiens à reprendre le modèle du portrait de trois-quarts illustré par van Eyck, avec cadrage élargi et fond abstrait généralement noir, tout en développant le goût pour les petits formats.

## Antonello de Messine dans la littérature
Dans son roman Au temps où la Joconde parlait, paru en 1993 aux éditions J'ai lu, Jean Diwo s'inspire de la biographie inventée par Vasari pour faire du peintre italien un des précurseurs de la Renaissance. Il développe notamment l'idée du voyage d'Antonello en Flandre pour faire la rencontre de Jan van Eyck, qui lui apprend la technique de peinture à l'huile utilisant la térébenthine comme solvant. De retour de sa quête, il peint sa Vierge de l'Annonciation (vers 1476-1477). Une telle affirmation étant bien évidemment sans fondement historique, puisque van Eyck est mort en 1441.
Georges Perec a consacré son premier roman, Le Condottière (rédigé en 1957-1960, parution posthume 2012) à un faussaire perdant la raison à force de s'acharner sur sa copie du Condottiere d'Antonello.
Paru récemment aux éditions Plon, l'ouvrage de François Cérésa Antonello, Léonard de Vinci et moi restitue une figure haute en couleur et émouvante de ce peintre et de l'univers dans lequel il a vécu.
Le Portrait d'un marin inconnu a inspiré l'écrivain Vincenzo Consolo dans l'écriture du roman historique Il sorriso dell'ignoto marinaio.
Dans L'Enfant de Bruges, de Gilbert Sinoué, Antonello découvre le secret de la peinture à l'huile grâce au fils adoptif de Jan Van Eyck, tout à la fin du livre.
Dans Peindre à Palerme, d'Yves Chaudouët, le personnage principal se rend à plusieurs reprises au palais Abatellis pour voir et discuter avec la Vierge de l'Annonciation.

## Influence d'Antonello de Messine
Le designer industriel québécois Michel Dallaire s'inspirera de la peinture Saint Jérôme dans son cabinet de travail d'Antonello de Messine pour le design de l'ameublement de la Grande Bibliothèque de la société d'État Bibliothèque et Archives nationales du Québec à Montréal.

## Hommages

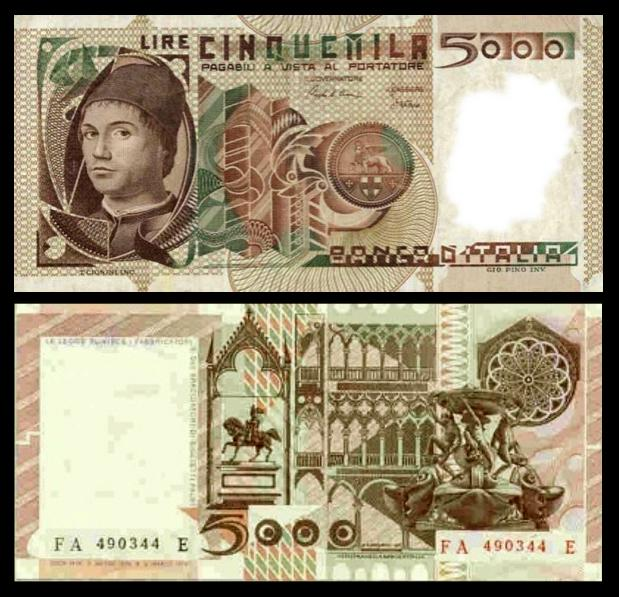
Billet de 5000 lires avec un Portrait par Antonello da Messina).

Le Portrait d'un homme d'Antonello est représenté sur le billet italien de 5 000 lires, émis de 1979 à 1983.
Dans sa ville natale, le palais de la culture lui est dédié.
Le ferry Antonello da Messina porte son nom, moyen de transport reliant la Sicile à ses petites îles.